# یونا کیم (خواننده)
یونا کیم (به انگلیسی: Euna Kim) (زاده ۲۷ اکتبر ۱۹۹۴) خواننده و رپر کره‌ای-آمریکایی است.